# Palácio do Grão-Mestre dos Cavaleiros de Rodes

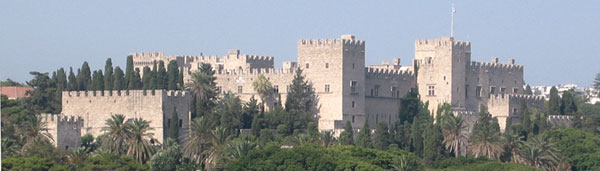
Vista externa do palácio.

O Palácio do Grão-Mestre dos Cavaleiros de Rodes é um castelo medieval localizado na cidade de Rodes, que fica na ilha de mesmo nome, na Grécia. É um dos poucos exemplos da arquitetura gótica em solo grego. Foi, no passado, uma cidadela dos Cavaleiros Hospitalários, funcionando como um palácio, quartel-general e fortaleza destes.
A cidadela bizantina foi construída no século VII, enquanto o palácio só foi completado setecentos anos mais tarde.